# Дикхинала
Дикхинала (бенг. দীঘিনালা, англ. Dighinala) — город на юго-востоке Бангладеш, административный центр одноимённого подокруга. Площадь города равна 10,36 км². По данным переписи 2001 года, в городе проживало 8869 человек, из которых мужчины составляли 53,66 %, женщины — соответственно 46,34 %. Плотность населения равнялась 856 чел. на 1 км². Уровень грамотности населения составлял 38,7 % (при среднем по Бангладеш показателе 43,1 %). 